# Evy Kuijpers
Evy Kuijpers, née le 15 février 1995 à Lierop, est une coureuse cycliste néerlandaise. 

## Biographie

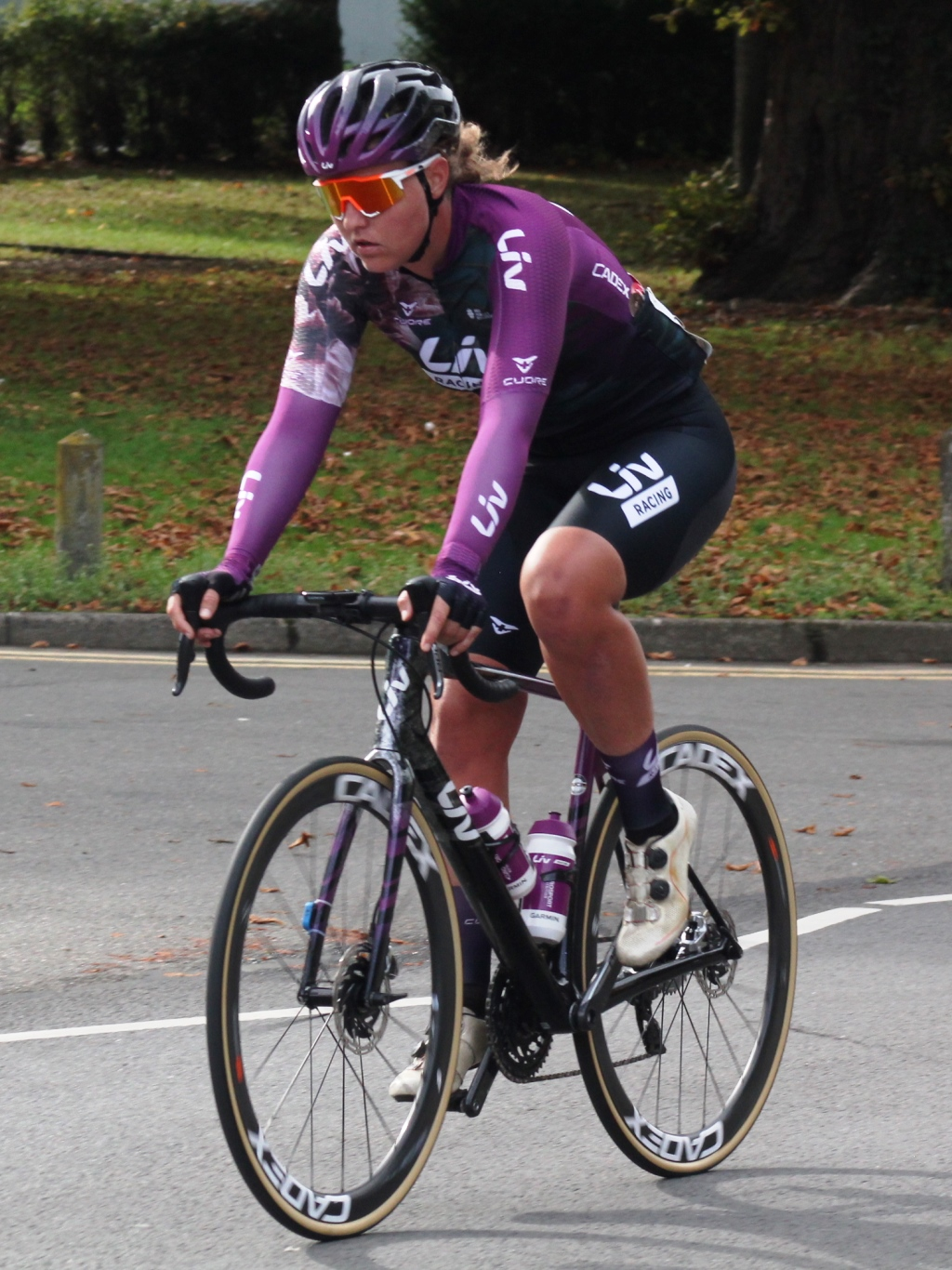
Evy Kuijpers en 2021.

Evy Kuijpers obtient ses premiers résultats notables en cyclo-cross en devenant championne des Pays-Bas juniors (moins de 19 ans) en 2013, un an après avoir pris la deuxième place. Elle délaisse petit à petit le cyclo-cross pour participer à des épreuves sur route. En 2014 et 2015, elle court pour l'équipe UCI Futurumshop.nl-Zannata. À partir de 2016 elle rejoint le club Jan van Arckel, mais annonce vouloir revenir le plus tôt possible dans le peloton professionnel. 
Lors de la saison 2018, elle obtient des résultats prometteurs, en terminant deuxième de la Erondegemse Pijl, troisième du Circuit de Borsele et surtout cinquième du championnat des Pays-Bas sur route. Ses bonnes performances lui permettent de faire son retour dans le peloton professionnel chez CCC-Liv en 2019, qui prend le nom de Liv Racing en 2021. 
Elle est membre de l'équipe World Tour américaine Human Powered Health en 2022, puis signe avec la formation World Tour belge Fenix-Deceuninck en 2023. En 2024, elle décroche la première victoire de sa carrière lors du Grand Prix Lucien Van Impe à l'issue d'un sprint à deux face à Anastasiya Kolesava.

## Palmarès sur route

### Par années
- 2018
  - 2e de la Erondegemse Pijl
  - 3e du Circuit de Borsele
- 2023
  - 2e du GP Oetingen
- 2024
  - Grand Prix Lucien Van Impe
  - 2e du Grand Prix Yvonne Reynders

### Résultats sur les grands tours

#### Tour de France
1 participation
- 2023 : 104e

### Classements mondiaux
| Année                                 | 2015 | 2016 | 2017 | 2018 | 2019 | 2020 | 2021 | 2022 | 2023 | 2024 |
| ------------------------------------- | ---- | ---- | ---- | ---- | ---- | ---- | ---- | ---- | ---- | ---- |
| Classement UCI                        | 199e | 305e | 496e | 121e | 425e | nc   | 855e | 548e | 183e | 180e |
| UCI World Tour                        |      | nc   | nc   | nc   | 178e | nc   | nc   | nc   | 296e | 180e |
|                                       |      |      |      |      |      |      |      |      |      |      |
| Légende : nc = non classéSource : UCI |      |      |      |      |      |      |      |      |      |      |

## Palmarès en cyclo-cross
- 2011-2012
  - 2e du championnat des Pays-Bas de cyclo-cross juniors
- 2012-2013
  -  Championne des Pays-Bas de cyclo-cross juniors